# Superhijos
Los Superhijos son un par de personajes ficticios que aparecen en los cómics estadounidenses publicados por DC Comics. Los personajes fueron creados por Bob Haney y Dick Dillin y aparecieron por primera vez en World's Finest Comics #215 (enero de 1973). Los personajes aparecieron en historias sobre los hijos de Superman y Batman.
En 2017, DC Comics lanzó una serie mensual de cómics Superhijos con nuevas versiones de los personajes, con los nombres de Superboy (Jonathan Kent, el hijo de Superman y Lois Lane) y Robin (Damian Wayne, el hijo de Batman y Talia al Ghul).

## Historial de publicaciones
Los Superhijos aparecieron juntos por primera vez en World's Finest Comics # 154 (diciembre de 1965). El hijo imaginario de Batman fue visto por primera vez en Batman #131 (abril de 1960), Batman #145 (febrero de 1962) y Batman #163 (mayo de 1964). Los Superhijos, Superman Jr. (Clark Kent Jr.) y Batman Jr. (Bruce Wayne Jr.), eran versiones en edad universitaria de su superhéroes padres. Nunca se hace referencia a sus madres por su nombre, ni se muestran sus rostros, aunque la esposa de Superman es morena y la esposa de Batman es pelirroja. Los Superhijos se ven casi exactamente como sus padres y usan disfraces idénticos. Los personajes hablaban con una versión ligeramente exagerada de la jerga popular a finales de los 60 y principios de los 70. Se consideran hermanos ya que ambos entienden las presiones que implica ser el hijo de una leyenda viviente. Al igual que su padre, Batman Jr. no tiene poderes sobrehumanos y depende de destrezas atléticas y artilugios. Superman Jr., que es solo medio kryptoniano, tiene niveles de poderes de solo la mitad de los de Superman, Sr.
Aunque la primera aparición de Superhijos declaró que estas eran historias reales en las vidas de Superman y Batman, la historia final en World's Finest #263, "Final Secret of the Super-Sons", escrita por Dennis O'Neil, reveló que los Hijos nunca habían existido realmente; eran simplemente simulaciones por computadora de lo que podría haber sido, creadas por Superman y Batman en la computadora del Hombre de Acero en su Fortaleza de la Soledad.
Más tarde inspiraron a los personajes Joel Kent y Bruce Wayne Jr. en las tres series de cómics Superman & Batman: generaciones.
Se pensó que los eventos de la serie limitada Crisis on Infinite Earths habían borrado a Superman Jr. y Batman Jr. de la continuidad de DC, pero luego se demostró que esta suposición era incorrecta.
Una historia de Superhijos de Bob Haney se publicó en el cómic especial Elseworlds 80-Page Giant (1999). En los cuentos de "Elseworlds", "los héroes son sacados de sus entornos habituales y puestos en tiempos y lugares extraños, algunos que han existido y otros que no pueden, no podrían o no deberían existir". Eventualmente, la realidad de los Superhijos se llamaría Tierra-216 y se designaría como una realidad de Hipertiempo no afectada por la Crisis.
La variante de Tierra-154 de los Superhijos (y sus padres) aparece brevemente durante la serie limitada Crisis infinita, tiempo durante el cual Alexander Luthor, Jr. de Tierra-3 deforma la realidad en un intento de restaurar el DC Multiverso. Su planeta e innumerables otras Tierras se contraen más tarde en una sola "Nueva Tierra". En la serie limitada 52, se revela que se crearon 52 universos paralelos idénticos. Durante su posterior intento de consumir el multiverso, el malvado gusano venusino Mister Mind alteró cada uno de los mundos paralelos, creando historias distintas para cada uno. Según la nación de DC #89, uno de esos mundos es la Tierra-16, hogar de los Superhijos.
En septiembre de 2011, The New 52 reinició la continuidad de DC. En esta nueva línea de tiempo, los Superhijos (Chris Kent como Superman y Damian Wayne como Batman) residen en la Tierra-16 como miembros de Just, los hijos e hijas de la JLA clásica que han heredado un universo utópico sin crimen y así viven como celebridades ociosas.

## Las historias de los Superhijos
Los títulos de las 'Partes' individuales de las historias se presentan aquí tal como fueron escritas en los cómics; en otras palabras, el número de la Parte 2 de La pequeña ciudad con un gran secreto en realidad se mostraba entre comillas y el número de El ángel con un nombre sucio Parte 3 estaba en forma numérica en lugar de estar escrito, al igual que las dos partes anteriores. Por lo tanto, estas variaciones se han reflejado a continuación y no son errores.
A diferencia de las otras historias, Saga of the Super Sons y Final Secret of the Super Sons no se dividieron en partes.
En World's Finest Comics, el título de la serie tal como figura en las propias historias tiende a variar de un número a otro, es decir, Superman y Batman, Superman, Batman y sus superhijos, etc. Estas variaciones se han mencionado donde ocurren. Cry Not For My Forsaken Son solo tenía el título de la historia y no se le dio ningún título de serie.
| Título | Asunto                      | Fecha            | Escritor      | Artista (s)                  |
| --- | --------------------------- | ---------------- | ------------- | ---------------------------- |
| Superman and Batman: Saga of the Super Sons                                                                | World’s Finest Comics #215  | Enero 1973       | Bob Haney     | Dick Dillin, Henry Scarpelli |
| Superman, Batman and their Super-Sons: Little Town with a Big Secret                                       | World’s Finest Comics #216  | Marzo 1973       | Bob Haney     | Dick Dillin, Murphy Anderson |
| (Part One is untitled) Part Two: "The People Without Shadows" Part Three: Children of the Universe         |                             |                  |               |                              |
| Cry Not For My Forsaken Son                                                                                | World’s Finest Comics #221  | Febrero 1974     | Bob Haney     | Dick Dillin, Murphy Anderson |
| Part 1: Sharper Than A Serpent’s Tooth Part 2: Rendezvous on Massacre Island Part 3: Just an Ordinary Hero |                             |                  |               |                              |
| Superman Junior and Batman Junior: Evil in Paradise                                                        | World’s Finest Comics #222  | Abril 1974       | Bob Haney     | Dick Dillin, Vince Colletta  |
| (Part 1 is untitled) Part 2: The Human Test Tube Part 3: Who the Killer, Who the Prey?                     |                             |                  |               |                              |
| Superman and Batman: The Shocking Switch of the Super Sons                                                 | World’s Finest Comics #224  | Junio/Julio 1974 | Bob Haney     | Dick Dillin, Vince Colletta  |
| Part 1: A Chasm So Wide...! Part 2: The Mighty Marauder Part 3: The Breath of Death                        |                             |                  |               |                              |
| Superman, Batman and their Sons, co-starring Robin: Crown for a New Batman                                 | World’s Finest Comics #228  | Marzo 1975       | Bob Haney     | Dick Dillin, Tex Blaisdell   |
| Part 1: Avenge Thy Father Part 2: The Riddle of Smoke Island Part 3: Tomb of Ice                           |                             |                  |               |                              |
| Superman and Batman and their Sons: The Girl Whom Time Forgot                                              | World’s Finest Comics #230  | Mayo 1975        | Bob Haney     | Curt Swan, Tex Blaisdell     |
| Part 1: What the Satellite Saw Part 2: The Silent City Part 3: Sins of the Fathers                         |                             |                  |               |                              |
| Superman, Batman and their Super Sons: Hero is a Dirty Name                                                | World’s Finest Comics #231  | Julio 1975       | Bob Haney     | Dick Dillin, Tex Blaisdell   |
| Part 1: Fathers on Trial Part 2: Unwelcome Allies Part 3: The Weather Bomb                                 |                             |                  |               |                              |
| Superman & Batman and their Super-Sons: World Without Men                                                  | World’s Finest Comics #233  | Octubre 1975     | Bob Haney     | Dick Dillin, John Calnan     |
| Part 1: Big Sister is Watching You Part 2: The Greatest Hate                                               |                             |                  |               |                              |
| Superman, Batman and their Super Sons: The Angel with a Dirty Name                                         | World’s Finest Comics #238  | Junio 1976       | Bob Haney     | Dick Dillin, John Calnan     |
| Part One: Those Who Play the Puppets Part Two: The Plague Giants Part 3: Between Two Worlds                |                             |                  |               |                              |
| The Super Sons of Superman and Batman: Town of the Timeless Killers                                        | World’s Finest Comics #242  | Diciembre 1976   | Bob Haney     | Ernie Chan, John Calnan      |
| Part 1: Trio of Fear Part 2: He Whom Evil Fights Part 3: The Epitaph that Saved a Superman                 |                             |                  |               |                              |
| Superman and Batman: Final Secret of the Super Sons                                                        | World’s Finest Comics #263  | Julio 1980       | Dennis O'Neil | Rich Buckler, Dick Giordano  |
| Superman Jr. is no More!                                                                                   | Elseworlds 80-Page Giant #1 | Junio 1999       | Bob Haney     | Kieron Dwyer                 |

## Edición recopilada
En diciembre de 2007, DC Comics publicó una colección de bolsillo comercial de la serie titulada Superman/Batman: Saga of the Super Sons. Recopila las historias de: World's Finest Comics # 215–216, 221–222, 224, 228, 230, 231, 233, 238, 242 y 263 y Elseworlds 80-Page Giant # 1. La historia en World's Finest Comics #263 está escrita por Dennis O'Neil, todas las demás por Bob Haney.ISBN 1-4012-1502-5

## Súper Hijos (2017)
DC Comics presentó una nueva versión de los Súper Hijos en 2017. Los dos personajes centrales son Damian Wayne, hijo de Bruce Wayne y Talia al Ghul, y Jonathan Kent, hijo de Clark Kent y Lois Lane. El primero tiene 13 años en esta versión (a partir del DC Rebirth Holiday Special #1 de 80 páginas), mientras que el segundo tiene 10 años. Los comunicados anticipados los describen como "los mejores amigos enemigos para siempre" que salvarán el mundo juntos "si no se matan entre ellos primero". La serie se lanzó en febrero de 2017 y finalizó en mayo de 2018 con 16 números y un Anual.
Una versión alternativa de los Súper Hijos llamada Bizarro Boyz apareció en la historia de cuatro partes "Boyzarro Re-Death". Robzarro era miembro de los Bizarro Boyz, junto con Boyzarro. Tanto el nombre del equipo como los nombres de los personajes fueron influenciados por los fanáticos en las redes sociales.
Adventures of the Super Sons, una miniserie de 12 números que sirve como continuación de la serie Super Sons, con Peter J. Tomasi como escritor y arte de Carlo Barberi y  Art Thibert. El primer número se publicó en agosto de 2018. El último número se publicó en julio de 2019.
DC Comics lanzó una primera serie digital, Challenge of the Super Sons, desde diciembre de 2020 hasta abril de 2021.

## Novela gráfica
Los Superhijos, Jon Kent y Damian "Ian" Wayne, aparecen en una serie de novelas gráficas de tres partes del autor Ridley Pearson y la artista Ile Gonzalez. El primer libro, Super Sons: The Polarshield Project, se publicó en abril de 2019. El segundo libro, Super Sons: The Foxglove Mission, se publicó en noviembre de 2019. El tercer libro, Super Sons: Escape to Landis, se publicó en octubre de 2020.

## En otros medios

### Series
- Una reinvención de los "Super Hijos" aparece en la serie de televisión Superman & Lois, en la que los hijos adolescentes de Lois y Clark, Jonathan Kent y Jordan Kent, son interpretados por Jordan Elsass y Alexander Garfin.

### Películas
- Batman and Superman: Battle of the Super Sons (2022), una película animada por computadora de 2023 protagonizada por Jack Dylan Grazer como Jonathan Kent y Jack Griffo como Damian Wayne, quienes unen fuerzas para salvar el planeta convirtiéndose en los Superhijos que estaban destinados a ser.[15]